# 萊曼縣 (南達科他州)
萊曼县（英語：Lyman County）是位於美國南達科他州中部的一個縣，東界密蘇里河。面積4,421平方公里。根據美國2000年人口普查，共有人口3,895人。縣治肯納貝克 （Kennebec）。
成立於1873年1月8日，縣政府成立於1893年5月21日。縣名紀念航運商、達科他準州議員威廉·P·萊曼。